# Rue de Lübeck
Pour les articles homonymes, voir Lübeck.
La rue de Lübeck est une voie du 16e arrondissement de Paris, en France.

## Situation et accès
Longue de 490 mètres, elle commence 23, avenue d’Iéna et 1, place des États-Unis et finit 34-38, avenue du Président-Wilson. Elle traverse la place Marlène-Dietrich.
Le quartier est desservi par la ligne 9 à la station Iéna.

## Origine du nom
Elle est nommée d'après la bataille de Lübeck, victoire française remportée sur les Prussiens, les 6 et 7 novembre 1806 (la ville de Lübeck fut formellement incorporée à l’Empire français en 1810, puis restituée par le congrès de Vienne).

## Historique
La section comprise entre les rues de Longchamp et Boissière était en 1789 un sentier sans dénomination.
La partie située au sud de la rue de Longchamp est ouverte, sous sa dénomination actuelle, en 1806, sur un chemin longeant le domaine de la Communauté des Filles de la Visitation-Sainte-Marie. Ce chemin visible sur le plan de l'abbé Delagrive de 1740 reliait le village de Chaillot par la rue de Longchamp au village de Passy par la rue Vineuse qui longeait le domaine du couvent des Minimes.
À partir de 1788, cette rue donnait accès à la barrière Sainte-Marie, située à l'emplacement du square de Yorktown, ouverte dans le mur des fermiers généraux, fermée en 1845 et remplacée par la barrière d'Iéna qui était à l'emplacement du débouché de l'avenue d'Eylau sur la place du Trocadéro. Cette barrière fut elle-même supprimée en 1860 avec l'ensemble du mur d'octroi. La partie de la rue de Lübeck entre la rue de Magdebourg et l'ancienne barrière Sainte-Marie fut absorbée par l'avenue d'Iéna aménagée au début des années 1860 et par la place du Roi de Rome, actuelle place du Trocadéro, ouverte en 1869.

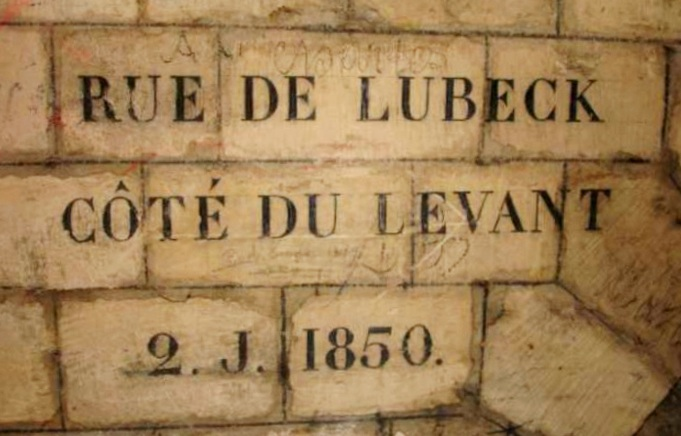
Inscription dans les anciennes carrières sous la rue de Lübeck.

La section située entre l'avenue d'Iéna et la rue Boissière est ouverte par un décret du 17 septembre 1864 et prend sa dénomination actuelle par un décret du 2 mars 1867.
Des carrières souterraines furent exploitées jusqu'au XVIIIe siècle dans le secteur de l'actuelle rue de Lübeck. Les galeries ont été remblayées ou consolidées par l'Inspection générale des carrières au XIXe siècle.

## Bâtiments remarquables et lieux de mémoire

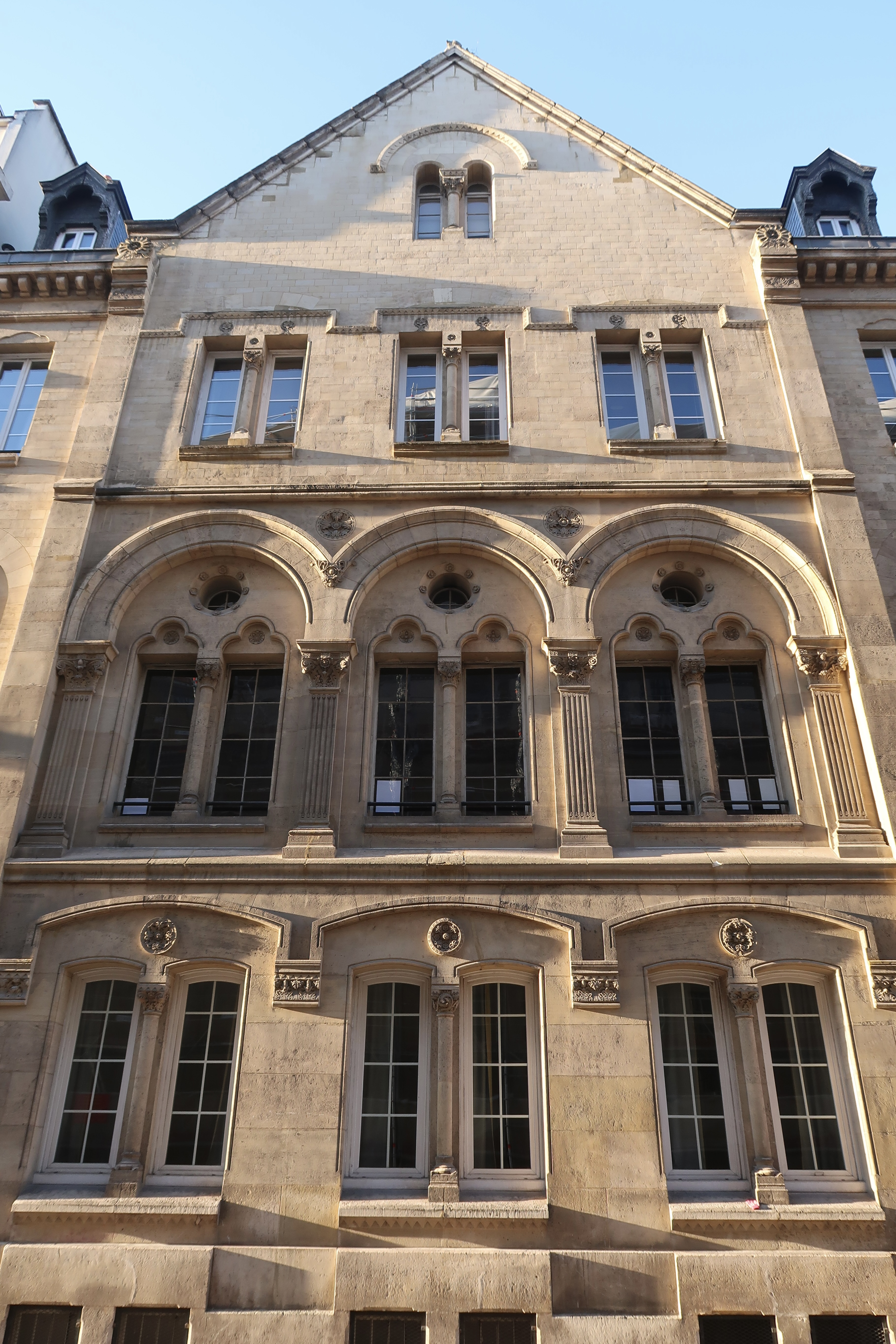
No 4.

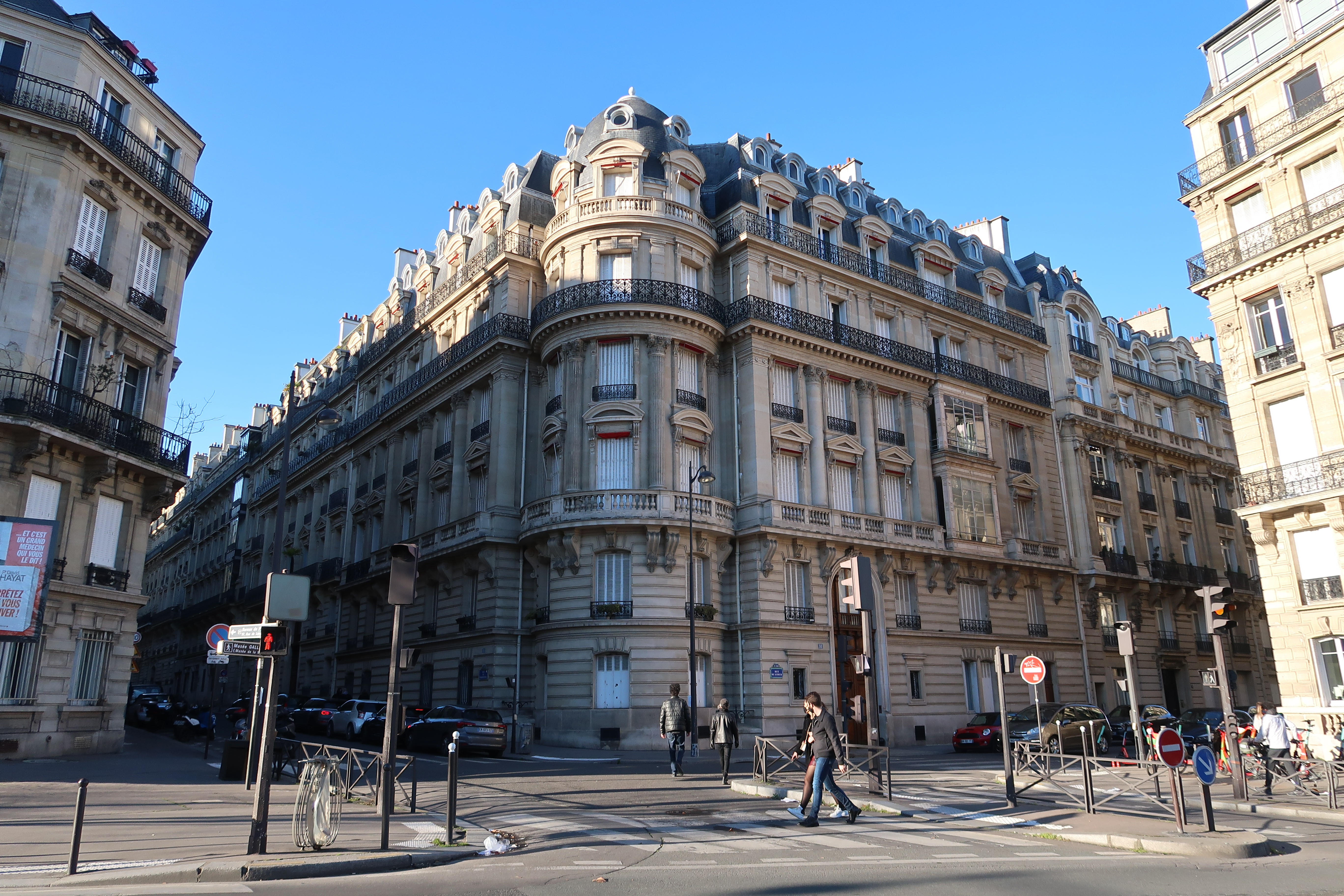
No 38, au croisement avec la rue de Magdebourg.

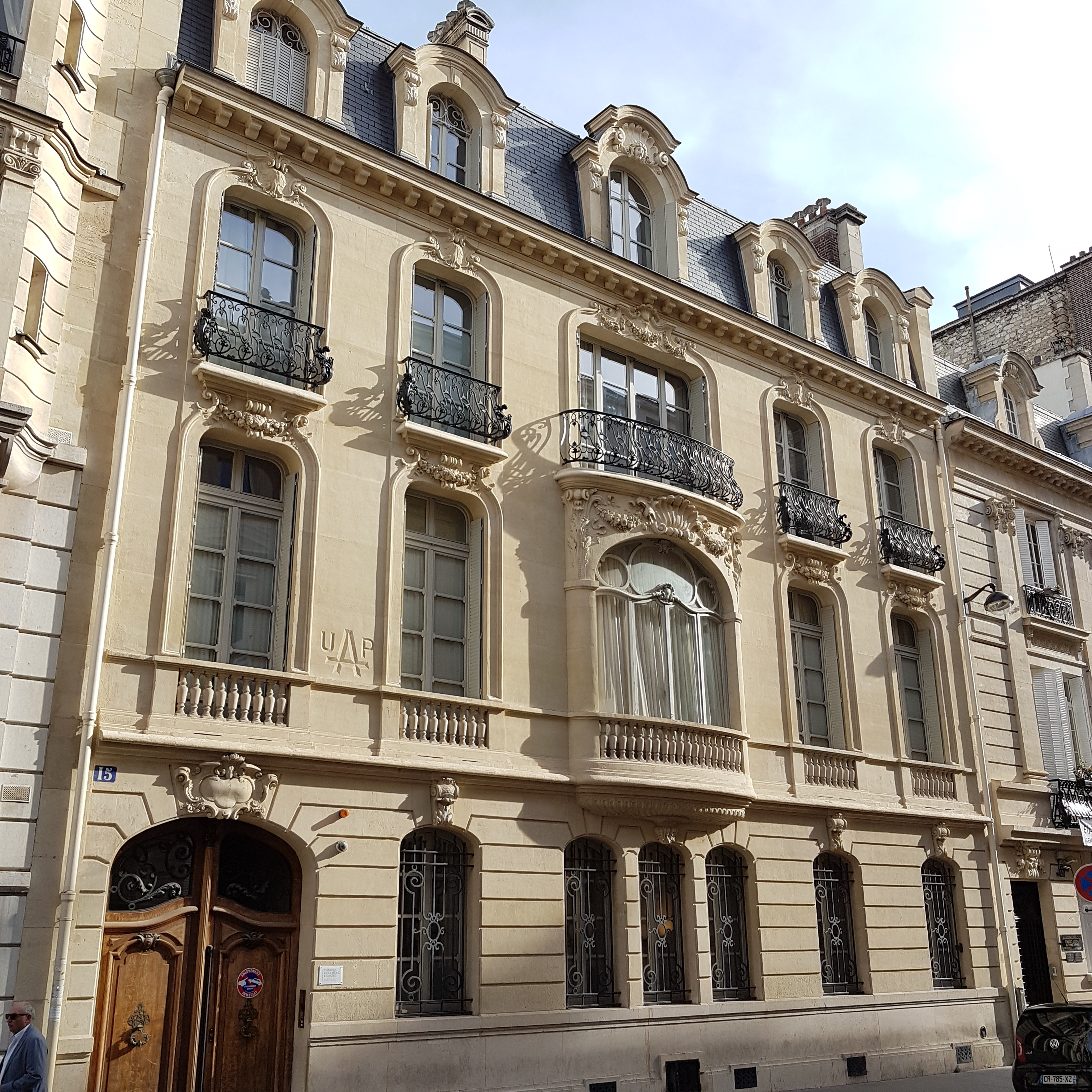
No 15.

- No  2 : ancien hôtel particulier construit en 1878 par l’architecte Wenger[1]. En 2021 : ambassade du Koweït.
- No  6 : Institut de l'Assomption, établissement catholique d’enseignement sous contrat d’association avec l’État.
- No 7 : ancien hôtel particulier construit en 1913 par l’architecte René Sergent en style néo-Louis XVI pour le banquier américain Alfred Heidelbach [1].
- No  9 : annexe de l'Institut Goethe (siège au 17, avenue d'Iéna).
- No  12 : ancien hôtel de Robert Lebaudy puis siège du Centre national du cinéma et de l'image animée (CNC) de 1946 à 2018.
- No  14 : l'homme d'affaires américain Harold McCormick et son épouse, la chanteuse d'opéra Ganna Walska, ont habité ici dans les années 1920[2].
- No 15 : ancien hôtel particulier de la Belle Époque construit en 1896 par l’architecte Henri-Paul Nénot[1].
- no  17 : ancien hôtel du prince de Faucigny-Lucinge.
  - Nos  17 et 19 : consulat général de Tunisie à Paris.
- No 29 : immeuble de 1883 construit par l’architecte P. Lenoir, signé en façade.
- No 38 : la légation du Portugal y est installée dans les années 1900[3].
- No 40 : le baron Pierre de Coubertin (1863-1937), rénovateur des Jeux olympiques, a habité à cette adresse[4].
- No 42 : le peintre Maurice Chabas (1862-1947) et son épouse Gabrielle Castelot (1888-1968) ont habité ici à partir de 1914.